# Lorde/Auszeichnungen für Musikverkäufe

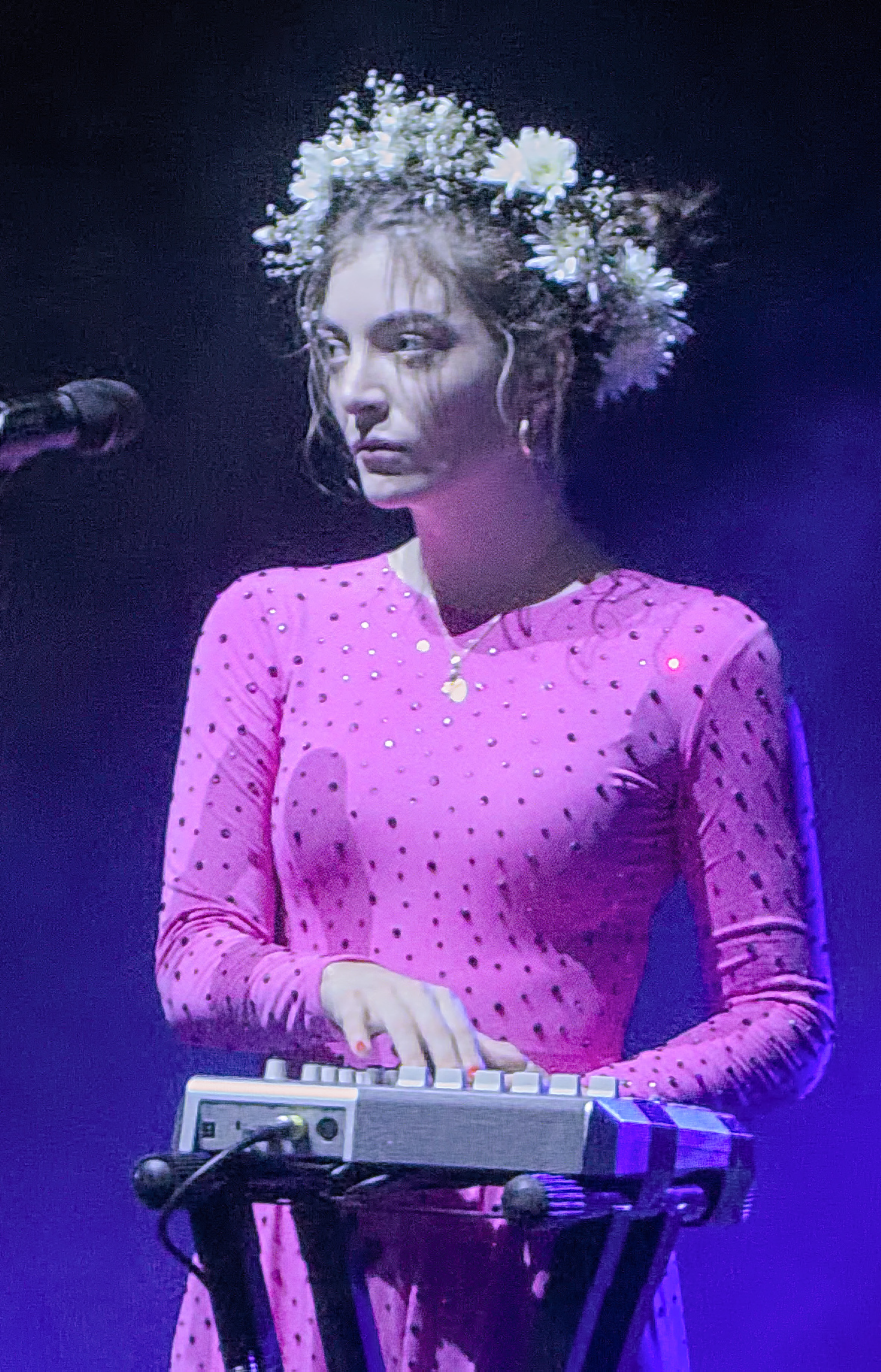
Lorde (2017)

Dies ist eine Übersicht über die Auszeichnungen für Musikverkäufe der neuseeländisch-kroatischen Sängerin Lorde. Die Auszeichnungen finden sich nach ihrer Art (Gold, Platin usw.), nach Staaten getrennt in chronologischer Reihenfolge, geordnet sowie nach den Tonträgern selbst, ebenfalls in chronologischer Reihenfolge, getrennt nach Medium (Alben, Singles usw.), wieder.

## Auszeichnungen
| - Vereinigtes Königreich - 2018: für die Single Tennis Court - 2018: für die Single Magnets - 2021: für das Lied Homemade Dynamite - 2022: für das Lied Everybody Wants to Rule the World - 2023: für die Single Perfect Places - 2024: für die Single Supercut - 2024: für die Single Buzzcut Season - 2024: für die Single Solar Power - 2025: für das Album Solar Power - Australien - 2018: für die Single Glory and Gore - 2019: für die Single Sober - 2019: für die Autorenbeteiligung Heartlines (Broods) - 2025: für das Lied A World Alone - 2025: für das Lied Hard Feelings/Loveless - 2025: für die Single Mood Ring - 2025: für die Single Stoned at the Nail Salon - 2025: für das Lied White Teeth Teens - Belgien - 2013: für die Single Royals - Brasilien - 2014: für das Album Pure Heroine - 2018: für das Album Melodrama - 2024: für die Single Liability - 2024: für die Single Ribs - 2024: für die Single Buzzcut Season - 2024: für die Single Mood Ring - 2024: für das Lied The Louvre - 2024: für die Single Sober - 2024: für die Single Supercut - 2024: für die Single Glory and Gore - Dänemark - 2020: für die Single Green Light - 2021: für das Album Melodrama - Deutschland - 2015: für die Single Team - 2019: für die Single Green Light - Frankreich - 2022: für die Single Green Light - Irland - 2013: für die Single Royals - Italien - 2022: für das Album Pure Heroine - Kanada - 2022: für das Lied A World Alone - 2022: für das Lied The Louvre - 2022: für die Single Sober - 2022: für das Lied 400 Lux - 2025: für die Single Solar Power - 2025: für das Lied Writer in the Dark - 2025: für das Lied Hard Feelings/Loveless - 2025: für die Single Glory and Gore - 2025: für das Lied White Teeth Teens - Kolumbien - 2014: für das Album Pure Heroine - Malaysia - 2014: für das Album Pure Heroine - Mexiko - 2014: für das Album Pure Heroine - 2019: für die Single Green Light - Neuseeland - 2015: für die Single Bravado - 2019: für das Lied The Louvre - 2019: für die Single Sober - 2021: für die Single Solar Power - 2022: für das Album Solar Power - Norwegen - 2016: für die Single Green Light - Österreich - 2025: für die Single Ribs - 2025: für das Album Melodrama - Polen - 2014: für das Album Pure Heroine - 2023: für das Album Melodrama - Portugal - 2022: für die Single Liability - Schweden - 2014: für die Single Tennis Court - 2025: für das Album Melodrama - Schweiz - 2013: für die Single Royals - Spanien - 2014: für das Streaming Team - 2024: für die Single Green Light - 2024: für die Single Team - Vereinigte Staaten - 2023: für die Single Buzzcut Season - Vereinigtes Königreich - 2018: für das Album Melodrama - 2024: für die Single Liability | - Australien - 2018: für die Single Yellow Flicker Beat - 2025: für das Lied 400 Lux - 2025: für die Single Buzzcut Season - 2025: für das Lied Everybody Wants to Rule the World - 2025: für die Single Solar Power - 2025: für das Lied The Louvre - 2025: für das Lied The Love Club - Brasilien - 2024: für die Single Magnets - 2024: für die Single Tennis Court - 2024: für die Single Perfect Places - 2024: für das Lied Homemade Dynamite - 2024: für die Single Solar Power - 2024: für die Single Yellow Flicker Beat - Dänemark - 2013: für das Streaming Royals - 2014: für das Streaming Team - 2020: für das Album Pure Heroine - Deutschland - 2023: für das Album Pure Heroine - Frankreich - 2021: für das Album Pure Heroine - 2025: für die Single Team - Italien - 2014: für die Single Team - 2017: für die Single Green Light - Kanada - 2022: für die Single Buzzcut Season - 2022: für das Lied The Love Club - 2022: für die EP The Love Club EP - 2025: für die Single Yellow Flicker Beat - 2025: für die Single Perfect Places - 2025: für die Single Supercut - 2025: für das Lied Everybody Wants to Rule the World - Neuseeland - 2015: für die Single Yellow Flicker Beat - 2015: für das Lied The Love Club - 2018: für die Single Homemade Dynamite (Remix) - 2021: für die Single Supercut - 2022: für das Lied Homemade Dynamite - 2023: für die Single Buzzcut Season - Norwegen - 2016: für das Album Pure Heroine - 2016: für die Single Tennis Court - Österreich - 2014: für das Album Pure Heroine - 2025: für die Single Green Light - 2025: für die Single Team - Schweden - 2014: für die Single Team - Singapur - 2021: für das Album Pure Heroine - Spanien - 2014: für das Streaming Royals - 2024: für die Single Royals - Vereinigte Staaten - 2020: für die Single Homemade Dynamite (Remix) - 2023: für die Single Glory and Gore - 2023: für die Single Yellow Flicker Beat - 2023: für das Album Melodrama - 2023: für die Single Liability - 2025: für die Single Perfect Places - 2025: für die Single Supercut - 2025: für das Lied 400 Lux - Vereinigtes Königreich - 2018: für das Album Pure Heroine - 2023: für die Single Team - 2025: für die Single Ribs - Deutschland - 2019: für die Single Royals | - Australien - 2025: für das Album Melodrama - 2025: für die Single Liability - 2025: für die Single Perfect Places - 2025: für die Single Supercut - Brasilien - 2024: für die Single Green Light - Italien - 2014: für die Single Royals - Kanada - 2025: für die Single Tennis Court - 2025: für das Album Melodrama - 2025: für die Single Liability - 2025: für die Single Homemade Dynamite (Remix) - Neuseeland - 2016: für die Single Magnets - 2023: für die Single Liability - 2024: für die Single Perfect Places - Norwegen - 2016: für die Single Team - Österreich - 2025: für die Single Royals - Schweden - 2025: für das Album Pure Heroine - Vereinigte Staaten - 2023: für die Single Tennis Court - 2023: für die Single Green Light - Vereinigtes Königreich - 2025: für die Single Green Light - Australien - 2022: für die Single Magnets - 2025: für die Single Ribs - Brasilien - 2024: für die Single Team - Kanada - 2025: für die Single Ribs - Neuseeland - 2015: für die Single Tennis Court - 2016: für die Single Team - 2024: für die EP The Love Club EP - 2025: für die Single Ribs - Vereinigtes Königreich - 2025: für die Single Royals - Australien - 2019: für das Album Pure Heroine - Kanada - 2025: für die Single Green Light - Neuseeland - 2023: für die Single Green Light - 2024: für das Album Melodrama - Schweden - 2014: für die Single Royals - Vereinigte Staaten - 2025: für die Single Ribs - Australien - 2025: für die Single Tennis Court - 2025: für die Single Homemade Dynamite (Remix) - Norwegen - 2016: für die Single Royals - Kanada - 2025: für das Album Pure Heroine - Vereinigte Staaten - 2025: für das Album Pure Heroine - 2025: für die Single Team - Australien - 2025: für die Single Team - Kanada - 2025: für die Single Team - Neuseeland - 2025: für die Single Royals - Australien - 2025: für die Single Green Light - Neuseeland - 2023: für das Album Pure Heroine - Vereinigte Staaten - 2025: für die Single Royals - Australien - 2025: für die EP The Love Club EP - Frankreich - 2022: für die Single Royals - Kanada - 2022: für die Single Royals - Brasilien - 2024: für die Single Royals |

## Auszeichnungen nach Alben

### The Love Club EP
| Land/Region               | Auszeichnungen für Musikverkäufe (Land/Region, Auszeichnung, Verkäufe) | Verkäufe  |
| ------------------------- | ---------------------------------------------------------------------- | --------- |
| Australien (ARIA)         | 16× Platin                                                             | 1.120.000 |
| Kanada (MC)               | Platin                                                                 | 80.000    |
| Neuseeland (RMNZ)         | 3× Platin                                                              | 45.000    |
| Vereinigte Staaten (RIAA) | —                                                                      | 60.000    |
| Insgesamt                 | 20× Platin ·                                                           | 1.305.000 |

### Pure Heroine
| Land/Region                  | Auszeichnungen für Musikverkäufe (Land/Region, Auszeichnung, Verkäufe) | Verkäufe  |
| ---------------------------- | ---------------------------------------------------------------------- | --------- |
| Australien (ARIA)            | 4× Platin                                                              | 280.000   |
| Brasilien (PMB)              | Gold                                                                   | 20.000    |
| Dänemark (IFPI)              | Platin                                                                 | 20.000    |
| Deutschland (BVMI)           | Platin                                                                 | 200.000   |
| Frankreich (SNEP)            | Platin                                                                 | 100.000   |
| Italien (FIMI)               | Gold                                                                   | 25.000    |
| Kanada (MC)                  | 6× Platin                                                              | 480.000   |
| Kolumbien (ASINCOL)          | Gold                                                                   | 5.000     |
| Malaysia (RIM)               | Gold                                                                   | 5.000     |
| Mexiko (AMPROFON)            | Gold                                                                   | 30.000    |
| Neuseeland (RMNZ)            | 8× Platin                                                              | 120.000   |
| Norwegen (IFPI)              | Platin                                                                 | 30.000    |
| Österreich (IFPI)            | Platin                                                                 | 15.000    |
| Polen (ZPAV)                 | Gold                                                                   | 10.000    |
| Schweden (IFPI)              | 2× Platin                                                              | 60.000    |
| Singapur (RIAS)              | Platin                                                                 | 10.000    |
| Vereinigte Staaten (RIAA)    | 6× Platin                                                              | 6.000.000 |
| Vereinigtes Königreich (BPI) | Platin                                                                 | 372.000   |
| Insgesamt                    | 6× Gold · 33× Platin ·                                                 | 7.782.000 |

### Melodrama
| Land/Region                  | Auszeichnungen für Musikverkäufe (Land/Region, Auszeichnung, Verkäufe) | Verkäufe  |
| ---------------------------- | ---------------------------------------------------------------------- | --------- |
| Australien (ARIA)            | 2× Platin                                                              | 140.000   |
| Brasilien (PMB)              | Gold                                                                   | 20.000    |
| Dänemark (IFPI)              | Gold                                                                   | 10.000    |
| Kanada (MC)                  | 2× Platin                                                              | 160.000   |
| Neuseeland (RMNZ)            | 4× Platin                                                              | 60.000    |
| Österreich (IFPI)            | Gold                                                                   | 7.500     |
| Polen (ZPAV)                 | Gold                                                                   | 10.000    |
| Schweden (IFPI)              | Gold                                                                   | 15.000    |
| Vereinigte Staaten (RIAA)    | Platin                                                                 | 1.000.000 |
| Vereinigtes Königreich (BPI) | Gold                                                                   | 169.000   |
| Insgesamt                    | 6× Gold · 9× Platin ·                                                  | 1.591.500 |

### Solar Power
| Land/Region                  | Auszeichnungen für Musikverkäufe (Land/Region, Auszeichnung, Verkäufe) | Verkäufe |
| ---------------------------- | ---------------------------------------------------------------------- | -------- |
| Neuseeland (RMNZ)            | Gold                                                                   | 7.500    |
| Vereinigtes Königreich (BPI) | Silber                                                                 | 60.000   |
| Insgesamt                    | 1× Silber · 1× Gold ·                                                  | 67.500   |

## Auszeichnungen nach Singles

### Tennis Court
| Land/Region                  | Auszeichnungen für Musikverkäufe (Land/Region, Auszeichnung, Verkäufe) | Verkäufe  |
| ---------------------------- | ---------------------------------------------------------------------- | --------- |
| Australien (ARIA)            | 5× Platin                                                              | 350.000   |
| Brasilien (PMB)              | Platin                                                                 | 60.000    |
| Kanada (MC)                  | 2× Platin                                                              | 160.000   |
| Neuseeland (RMNZ)            | 3× Platin                                                              | 45.000    |
| Norwegen (IFPI)              | Platin                                                                 | 40.000    |
| Schweden (IFPI)              | Gold                                                                   | 20.000    |
| Vereinigte Staaten (RIAA)    | 2× Platin                                                              | 2.000.000 |
| Vereinigtes Königreich (BPI) | Silber                                                                 | 200.000   |
| Insgesamt                    | 1× Silber · 1× Gold · 14× Platin ·                                     | 2.875.000 |

### Royals
| Land/Region                  | Auszeichnungen für Musikverkäufe (Land/Region, Auszeichnung, Verkäufe) | Verkäufe   |
| ---------------------------- | ---------------------------------------------------------------------- | ---------- |
| Belgien (BRMA)               | Gold                                                                   | 15.000     |
| Brasilien (PMB)              | 3× Diamant                                                             | 750.000    |
| Deutschland (BVMI)           | 3× Gold                                                                | 450.000    |
| Frankreich (SNEP)            | Diamant                                                                | 333.333    |
| Irland (IRMA)                | Gold                                                                   | 7.500      |
| Italien (FIMI)               | 2× Platin                                                              | 60.000     |
| Kanada (MC)                  | Diamant                                                                | 800.000    |
| Neuseeland (RMNZ)            | 7× Platin                                                              | 210.000    |
| Norwegen (IFPI)              | 5× Platin                                                              | 200.000    |
| Österreich (IFPI)            | 2× Platin                                                              | 60.000     |
| Schweden (IFPI)              | 4× Platin                                                              | 160.000    |
| Schweiz (IFPI)               | Gold                                                                   | 15.000     |
| Spanien (Promusicae)         | Platin                                                                 | 60.000     |
| Vereinigte Staaten (RIAA)    | 15× Platin                                                             | 15.000.000 |
| Vereinigtes Königreich (BPI) | 3× Platin                                                              | 1.800.000  |
| Insgesamt                    | 4× Gold · 30× Platin · 6× Diamant ·                                    | 19.920.833 |

### Bravado
| Land/Region       | Auszeichnungen für Musikverkäufe (Land/Region, Auszeichnung, Verkäufe) | Verkäufe |
| ----------------- | ---------------------------------------------------------------------- | -------- |
| Neuseeland (RMNZ) | Gold                                                                   | 7.500    |
| Insgesamt         | 1× Gold ·                                                              | 7.500    |

### Team
| Land/Region                  | Auszeichnungen für Musikverkäufe (Land/Region, Auszeichnung, Verkäufe) | Verkäufe  |
| ---------------------------- | ---------------------------------------------------------------------- | --------- |
| Australien (ARIA)            | 7× Platin                                                              | 490.000   |
| Brasilien (PMB)              | 3× Platin                                                              | 180.000   |
| Deutschland (BVMI)           | Gold                                                                   | 150.000   |
| Frankreich (SNEP)            | Platin                                                                 | 200.000   |
| Italien (FIMI)               | Platin                                                                 | 30.000    |
| Kanada (MC)                  | 7× Platin                                                              | 560.000   |
| Neuseeland (RMNZ)            | 3× Platin                                                              | 45.000    |
| Norwegen (IFPI)              | 2× Platin                                                              | 80.000    |
| Österreich (IFPI)            | Platin                                                                 | 15.000    |
| Schweden (IFPI)              | Platin                                                                 | 40.000    |
| Spanien (Promusicae)         | Gold                                                                   | 30.000    |
| Vereinigte Staaten (RIAA)    | 6× Platin                                                              | 6.000.000 |
| Vereinigtes Königreich (BPI) | Platin                                                                 | 600.000   |
| Insgesamt                    | 2× Gold · 33× Platin ·                                                 | 8.420.000 |

### Buzzcut Season
| Land/Region                  | Auszeichnungen für Musikverkäufe (Land/Region, Auszeichnung, Verkäufe) | Verkäufe |
| ---------------------------- | ---------------------------------------------------------------------- | -------- |
| Australien (ARIA)            | Platin                                                                 | 70.000   |
| Brasilien (PMB)              | Gold                                                                   | 30.000   |
| Kanada (MC)                  | Platin                                                                 | 80.000   |
| Neuseeland (RMNZ)            | Platin                                                                 | 30.000   |
| Vereinigte Staaten (RIAA)    | Gold                                                                   | 500.000  |
| Vereinigtes Königreich (BPI) | Silber                                                                 | 200.000  |
| Insgesamt                    | 1× Silber · 2× Gold · 3× Platin ·                                      | 910.000  |

### Ribs
| Land/Region                  | Auszeichnungen für Musikverkäufe (Land/Region, Auszeichnung, Verkäufe) | Verkäufe  |
| ---------------------------- | ---------------------------------------------------------------------- | --------- |
| Australien (ARIA)            | 3× Platin                                                              | 210.000   |
| Brasilien (PMB)              | Gold                                                                   | 30.000    |
| Kanada (MC)                  | 3× Platin                                                              | 240.000   |
| Neuseeland (RMNZ)            | 3× Platin                                                              | 90.000    |
| Österreich (IFPI)            | Gold                                                                   | 15.000    |
| Vereinigte Staaten (RIAA)    | 4× Platin                                                              | 4.000.000 |
| Vereinigtes Königreich (BPI) | Platin                                                                 | 600.000   |
| Insgesamt                    | 2× Gold · 14× Platin ·                                                 | 5.185.000 |

### Glory and Gore
| Land/Region               | Auszeichnungen für Musikverkäufe (Land/Region, Auszeichnung, Verkäufe) | Verkäufe  |
| ------------------------- | ---------------------------------------------------------------------- | --------- |
| Australien (ARIA)         | Gold                                                                   | 35.000    |
| Brasilien (PMB)           | Gold                                                                   | 30.000    |
| Kanada (MC)               | Gold                                                                   | 40.000    |
| Vereinigte Staaten (RIAA) | Platin                                                                 | 1.000.000 |
| Insgesamt                 | 3× Gold · 1× Platin ·                                                  | 1.105.000 |

### Yellow Flicker Beat
| Land/Region               | Auszeichnungen für Musikverkäufe (Land/Region, Auszeichnung, Verkäufe) | Verkäufe  |
| ------------------------- | ---------------------------------------------------------------------- | --------- |
| Australien (ARIA)         | Platin                                                                 | 70.000    |
| Brasilien (PMB)           | Platin                                                                 | 60.000    |
| Kanada (MC)               | Platin                                                                 | 80.000    |
| Neuseeland (RMNZ)         | Platin                                                                 | 15.000    |
| Vereinigte Staaten (RIAA) | Platin                                                                 | 1.000.000 |
| Insgesamt                 | 5× Platin ·                                                            | 1.225.000 |

### Magnets
| Land/Region                  | Auszeichnungen für Musikverkäufe (Land/Region, Auszeichnung, Verkäufe) | Verkäufe |
| ---------------------------- | ---------------------------------------------------------------------- | -------- |
| Australien (ARIA)            | 3× Platin                                                              | 210.000  |
| Brasilien (PMB)              | Platin                                                                 | 60.000   |
| Neuseeland (RMNZ)            | 2× Platin                                                              | 30.000   |
| Vereinigtes Königreich (BPI) | Silber                                                                 | 200.000  |
| Insgesamt                    | 1× Silber · 6× Platin ·                                                | 500.000  |

### Green Light
| Land/Region                  | Auszeichnungen für Musikverkäufe (Land/Region, Auszeichnung, Verkäufe) | Verkäufe  |
| ---------------------------- | ---------------------------------------------------------------------- | --------- |
| Australien (ARIA)            | 8× Platin                                                              | 560.000   |
| Brasilien (PMB)              | 2× Platin                                                              | 80.000    |
| Dänemark (IFPI)              | Gold                                                                   | 45.000    |
| Deutschland (BVMI)           | Gold                                                                   | 200.000   |
| Frankreich (SNEP)            | Gold                                                                   | 100.000   |
| Italien (FIMI)               | Platin                                                                 | 50.000    |
| Kanada (MC)                  | 4× Platin                                                              | 320.000   |
| Mexiko (AMPROFON)            | Gold                                                                   | 30.000    |
| Neuseeland (RMNZ)            | 4× Platin                                                              | 120.000   |
| Norwegen (IFPI)              | Gold                                                                   | 20.000    |
| Österreich (IFPI)            | Platin                                                                 | 30.000    |
| Spanien (Promusicae)         | Gold                                                                   | 30.000    |
| Vereinigte Staaten (RIAA)    | 2× Platin                                                              | 2.000.000 |
| Vereinigtes Königreich (BPI) | 2× Platin                                                              | 1.200.000 |
| Insgesamt                    | 6× Gold · 24× Platin ·                                                 | 4.785.000 |

### Liability
| Land/Region                  | Auszeichnungen für Musikverkäufe (Land/Region, Auszeichnung, Verkäufe) | Verkäufe  |
| ---------------------------- | ---------------------------------------------------------------------- | --------- |
| Australien (ARIA)            | 2× Platin                                                              | 140.000   |
| Brasilien (PMB)              | Gold                                                                   | 20.000    |
| Kanada (MC)                  | 2× Platin                                                              | 160.000   |
| Neuseeland (RMNZ)            | 2× Platin                                                              | 60.000    |
| Portugal (AFP)               | Gold                                                                   | 5.000     |
| Vereinigte Staaten (RIAA)    | Platin                                                                 | 1.000.000 |
| Vereinigtes Königreich (BPI) | Gold                                                                   | 400.000   |
| Insgesamt                    | 3× Gold · 7× Platin ·                                                  | 1.785.000 |

### Perfect Places
| Land/Region                  | Auszeichnungen für Musikverkäufe (Land/Region, Auszeichnung, Verkäufe) | Verkäufe  |
| ---------------------------- | ---------------------------------------------------------------------- | --------- |
| Australien (ARIA)            | 2× Platin                                                              | 140.000   |
| Brasilien (PMB)              | Platin                                                                 | 40.000    |
| Kanada (MC)                  | Platin                                                                 | 80.000    |
| Neuseeland (RMNZ)            | 2× Platin                                                              | 60.000    |
| Vereinigte Staaten (RIAA)    | Platin                                                                 | 1.000.000 |
| Vereinigtes Königreich (BPI) | Silber                                                                 | 200.000   |
| Insgesamt                    | 1× Silber · 7× Platin ·                                                | 1.520.000 |

### Homemade Dynamite (Remix)
| Land/Region       | Auszeichnungen für Musikverkäufe (Land/Region, Auszeichnung, Verkäufe) | Verkäufe |
| ----------------- | ---------------------------------------------------------------------- | -------- |
| Australien (ARIA) | 5× Platin                                                              | 350.000  |
| Kanada (MC)       | 2× Platin                                                              | 160.000  |
| Neuseeland (RMNZ) | Platin                                                                 | 30.000   |
| Insgesamt         | 8× Platin ·                                                            | 540.000  |

### Sober
| Land/Region       | Auszeichnungen für Musikverkäufe (Land/Region, Auszeichnung, Verkäufe) | Verkäufe |
| ----------------- | ---------------------------------------------------------------------- | -------- |
| Australien (ARIA) | Gold                                                                   | 35.000   |
| Brasilien (PMB)   | Gold                                                                   | 20.000   |
| Kanada (MC)       | Gold                                                                   | 40.000   |
| Neuseeland (RMNZ) | Gold                                                                   | 15.000   |
| Insgesamt         | 4× Gold ·                                                              | 110.000  |

### Supercut
| Land/Region                  | Auszeichnungen für Musikverkäufe (Land/Region, Auszeichnung, Verkäufe) | Verkäufe  |
| ---------------------------- | ---------------------------------------------------------------------- | --------- |
| Australien (ARIA)            | 2× Platin                                                              | 140.000   |
| Brasilien (PMB)              | Gold                                                                   | 20.000    |
| Kanada (MC)                  | Platin                                                                 | 80.000    |
| Neuseeland (RMNZ)            | Platin                                                                 | 30.000    |
| Vereinigte Staaten (RIAA)    | Platin                                                                 | 1.000.000 |
| Vereinigtes Königreich (BPI) | Silber                                                                 | 200.000   |
| Insgesamt                    | 1× Silber · 1× Gold · 5× Platin ·                                      | 1.470.000 |

### Solar Power
| Land/Region                  | Auszeichnungen für Musikverkäufe (Land/Region, Auszeichnung, Verkäufe) | Verkäufe |
| ---------------------------- | ---------------------------------------------------------------------- | -------- |
| Australien (ARIA)            | Platin                                                                 | 70.000   |
| Brasilien (PMB)              | Platin                                                                 | 40.000   |
| Kanada (MC)                  | Gold                                                                   | 40.000   |
| Neuseeland (RMNZ)            | Gold                                                                   | 15.000   |
| Vereinigtes Königreich (BPI) | Silber                                                                 | 200.000  |
| Insgesamt                    | 1× Silber · 2× Gold · 2× Platin ·                                      | 365.000  |

### Stoned at the Nail Salon
| Land/Region       | Auszeichnungen für Musikverkäufe (Land/Region, Auszeichnung, Verkäufe) | Verkäufe |
| ----------------- | ---------------------------------------------------------------------- | -------- |
| Australien (ARIA) | Gold                                                                   | 35.000   |
| Insgesamt         | 1× Gold ·                                                              | 35.000   |

### Mood Ring
| Land/Region       | Auszeichnungen für Musikverkäufe (Land/Region, Auszeichnung, Verkäufe) | Verkäufe |
| ----------------- | ---------------------------------------------------------------------- | -------- |
| Australien (ARIA) | Gold                                                                   | 35.000   |
| Brasilien (PMB)   | Gold                                                                   | 20.000   |
| Insgesamt         | 2× Gold ·                                                              | 55.000   |

## Auszeichnungen nach Liedern

### The Love Club
| Land/Region       | Auszeichnungen für Musikverkäufe (Land/Region, Auszeichnung, Verkäufe) | Verkäufe |
| ----------------- | ---------------------------------------------------------------------- | -------- |
| Australien (ARIA) | Platin                                                                 | 70.000   |
| Kanada (MC)       | Platin                                                                 | 80.000   |
| Neuseeland (RMNZ) | Platin                                                                 | 15.000   |
| Insgesamt         | 3× Platin ·                                                            | 165.000  |

### 400 Lux
| Land/Region               | Auszeichnungen für Musikverkäufe (Land/Region, Auszeichnung, Verkäufe) | Verkäufe  |
| ------------------------- | ---------------------------------------------------------------------- | --------- |
| Australien (ARIA)         | Platin                                                                 | 70.000    |
| Kanada (MC)               | Gold                                                                   | 40.000    |
| Vereinigte Staaten (RIAA) | Platin                                                                 | 1.000.000 |
| Insgesamt                 | 1× Gold · 2× Platin ·                                                  | 1.110.000 |

### White Teeth Teens
| Land/Region       | Auszeichnungen für Musikverkäufe (Land/Region, Auszeichnung, Verkäufe) | Verkäufe |
| ----------------- | ---------------------------------------------------------------------- | -------- |
| Australien (ARIA) | Gold                                                                   | 35.000   |
| Kanada (MC)       | Gold                                                                   | 40.000   |
| Insgesamt         | 2× Gold ·                                                              | 75.000   |

### Everybody Wants to Rule the World
| Land/Region                  | Auszeichnungen für Musikverkäufe (Land/Region, Auszeichnung, Verkäufe) | Verkäufe |
| ---------------------------- | ---------------------------------------------------------------------- | -------- |
| Australien (ARIA)            | Platin                                                                 | 70.000   |
| Kanada (MC)                  | Platin                                                                 | 80.000   |
| Vereinigtes Königreich (BPI) | Silber                                                                 | 200.000  |
| Insgesamt                    | 1× Silber · 2× Platin ·                                                | 350.000  |

### A World Alone
| Land/Region       | Auszeichnungen für Musikverkäufe (Land/Region, Auszeichnung, Verkäufe) | Verkäufe |
| ----------------- | ---------------------------------------------------------------------- | -------- |
| Australien (ARIA) | Gold                                                                   | 35.000   |
| Kanada (MC)       | Gold                                                                   | 40.000   |
| Insgesamt         | 2× Gold ·                                                              | 75.000   |

### Homemade Dynamite
| Land/Region                  | Auszeichnungen für Musikverkäufe (Land/Region, Auszeichnung, Verkäufe) | Verkäufe  |
| ---------------------------- | ---------------------------------------------------------------------- | --------- |
| Brasilien (PMB)              | Platin                                                                 | 40.000    |
| Neuseeland (RMNZ)            | Platin                                                                 | 30.000    |
| Vereinigte Staaten (RIAA)    | Platin                                                                 | 1.000.000 |
| Vereinigtes Königreich (BPI) | Silber                                                                 | 200.000   |
| Insgesamt                    | 1× Silber · 3× Platin ·                                                | 1.270.000 |

### The Louvre
| Land/Region       | Auszeichnungen für Musikverkäufe (Land/Region, Auszeichnung, Verkäufe) | Verkäufe |
| ----------------- | ---------------------------------------------------------------------- | -------- |
| Australien (ARIA) | Platin                                                                 | 70.000   |
| Brasilien (PMB)   | Gold                                                                   | 20.000   |
| Kanada (MC)       | Gold                                                                   | 40.000   |
| Neuseeland (RMNZ) | Gold                                                                   | 15.000   |
| Insgesamt         | 3× Gold · 1× Platin ·                                                  | 145.000  |

### Writer in the Dark
| Land/Region | Auszeichnungen für Musikverkäufe (Land/Region, Auszeichnung, Verkäufe) | Verkäufe |
| ----------- | ---------------------------------------------------------------------- | -------- |
| Kanada (MC) | Gold                                                                   | 40.000   |
| Insgesamt   | 1× Gold ·                                                              | 40.000   |

### Hard Feelings/Loveless
| Land/Region       | Auszeichnungen für Musikverkäufe (Land/Region, Auszeichnung, Verkäufe) | Verkäufe |
| ----------------- | ---------------------------------------------------------------------- | -------- |
| Australien (ARIA) | Gold                                                                   | 35.000   |
| Kanada (MC)       | Gold                                                                   | 40.000   |
| Insgesamt         | 2× Gold ·                                                              | 75.000   |

## Auszeichnungen nach Autorenbeteiligungen

### Heartlines (Broods)
| Land/Region       | Auszeichnungen für Musikverkäufe (Land/Region, Auszeichnung, Verkäufe) | Verkäufe |
| ----------------- | ---------------------------------------------------------------------- | -------- |
| Australien (ARIA) | Gold                                                                   | 35.000   |
| Insgesamt         | 1× Gold ·                                                              | 35.000   |

## Auszeichnungen nach Musikstreamings

### Royals
| Land/Region          | Auszeichnungen für Musikverkäufe (Land/Region, Auszeichnung, Verkäufe) | Verkäufe  |
| -------------------- | ---------------------------------------------------------------------- | --------- |
| Dänemark (IFPI)      | Platin                                                                 | 1.800.000 |
| Spanien (Promusicae) | Platin                                                                 | 8.000.000 |
| Insgesamt            | 2× Platin ·                                                            | 9.800.000 |

### Team
| Land/Region          | Auszeichnungen für Musikverkäufe (Land/Region, Auszeichnung, Verkäufe) | Verkäufe  |
| -------------------- | ---------------------------------------------------------------------- | --------- |
| Dänemark (IFPI)      | Platin                                                                 | 2.600.000 |
| Spanien (Promusicae) | Gold                                                                   | 4.000.000 |
| Insgesamt            | 1× Gold · 1× Platin ·                                                  | 6.600.000 |

## Statistik und Quellen
| Land/RegionAuszeichnungen für Musikverkäufe (Land/Region, Auszeichnungen, Verkäufe, Quellen) | Silber     | Gold       | Platin         | Diamant     | Verkäufe   | Quellen                 |
| -------------------------------------------------------------------------------------------- | ---------- | ---------- | -------------- | ----------- | ---------- | ----------------------- |
| Australien (ARIA)                                                                            | —          | 8× Gold8   | 66× Platin66   | —           | 4.900.000  | aria.com.au             |
| Belgien (BRMA)                                                                               | —          | Gold1      | —              | —           | 15.000     | ultratop.be             |
| Brasilien (PMB)                                                                              | —          | 10× Gold10 | 11× Platin11   | 3× Diamant3 | 1.540.000  | pro-musicabr.org.br     |
| Dänemark (IFPI)                                                                              | —          | 2× Gold2   | 3× Platin3     | —           | 75.000     | ifpi.dk                 |
| Deutschland (BVMI)                                                                           | —          | 3× Gold3   | 2× Platin2     | —           | 1.000.000  | musikindustrie.de       |
| Frankreich (SNEP)                                                                            | —          | Gold1      | 2× Platin2     | Diamant1    | 733.333    | snepmusique.com         |
| Irland (IRMA)                                                                                | —          | Gold1      | —              | —           | 7.500      | Einzelnachweise         |
| Italien (FIMI)                                                                               | —          | Gold1      | 4× Platin4     | —           | 165.000    | fimi.it                 |
| Kanada (MC)                                                                                  | —          | 9× Gold9   | 35× Platin35   | Diamant1    | 3.960.000  | musiccanada.com         |
| Kolumbien (ASINCOL)                                                                          | —          | Gold1      | —              | —           | 5.000      | Einzelnachweise         |
| Malaysia (RIM)                                                                               | —          | Gold1      | —              | —           | 5.000      | Einzelnachweise         |
| Mexiko (AMPROFON)                                                                            | —          | 2× Gold2   | —              | —           | 60.000     | amprofon.com.mx         |
| Neuseeland (RMNZ)                                                                            | —          | 5× Gold5   | 47× Platin47   | —           | 1.095.000  | radioscope.co.nz NZ2    |
| Norwegen (IFPI)                                                                              | —          | Gold1      | 9× Platin9     | —           | 370.000    | ifpi.no                 |
| Österreich (IFPI)                                                                            | —          | 2× Gold2   | 5× Platin5     | —           | 142.500    | ifpi.at                 |
| Polen (ZPAV)                                                                                 | —          | 2× Gold2   | —              | —           | 20.000     | olis.pl                 |
| Portugal (AFP)                                                                               | —          | Gold1      | —              | —           | 5.000      | Einzelnachweise         |
| Schweden (IFPI)                                                                              | —          | 2× Gold2   | 7× Platin7     | —           | 295.000    | sverigetopplistan.se    |
| Schweiz (IFPI)                                                                               | —          | Gold1      | —              | —           | 15.000     | hitparade.ch            |
| Singapur (RIAS)                                                                              | —          | —          | Platin1        | —           | 10.000     | rias.org.sg             |
| Spanien (Promusicae)                                                                         | —          | 3× Gold3   | 2× Platin2     | —           | 120.000    | elportaldemusica.es ES2 |
| Vereinigte Staaten (RIAA)                                                                    | —          | Gold1      | 33× Platin33   | Diamant1    | 43.560.000 | riaa.com                |
| Vereinigtes Königreich (BPI)                                                                 | 9× Silber9 | 2× Gold2   | 8× Platin8     | —           | 6.801.000  | bpi.co.uk               |
| Insgesamt                                                                                    | 9× Silber9 | 60× Gold60 | 235× Platin235 | 6× Diamant6 |            |                         |